# Live from Chicago's House of Blues
Live from Chicago's House of Blues è un album live del 1997 dei Blues Brothers.
Pubblicato sotto il nome Blues Brothers and Friends, è stato registrato all'apertura della House of Blues a Chicago ed è il primo disco con "Brother" Zee Blues.

## Tracce
1. Intro
2. Green Onions
3. Chicken Shack
4. Sweet Home Chicago
5. I Wish You Would
6. Messin' With The Kid
7. All My Money Back
8. Born In Chicago
9. Blues, Why You Worry Me?
10. Groove With Me Tonight
11. 634-5789
12. All She Wants To Do Is Rock
13. Flip, Flop And Fly
14. Money (That's What I Want)
15. Viva Las Vegas

## Formazione
- Elwood Blues – voce, armonica a bocca
- "Brother" Zee Blues – voce
- Matt "Guitar" Murphy – chitarra
- Steve "The Colonel" Cropper – chitarra
- Donald "Duck" Dunn – basso
- Paul "The Shiv" Shaffer – tastiere, cori
- Danny "G-Force" Gottlieb – batteria, cori
- Lou "Blue Lou" Marini – sassofono
- Alan "Mr. Fabulous" Rubin – tromba, cori
- Birch "Crimson Slide" Johnson – trombone
- Leon Pendarvis – tastiere
- Tommy "Pipes" McDonnell - percussioni, cori
- Billy Boy Arnold - chitarra, voce
- Charley Musselwhite - armonica a bocca
- Jeff Baxter - chitarra
- Sam Moore - voce
- Eddie "Knock on Wood" Floyd - voce
- Syl Johnson - voce
- Sergei Varonov - voce